# 아오가키정
아오가키정(青垣町)은 효고현 중동부에 존재했던 정이며 히카미군에 속했다.
2004년 11월 1일에 히카미군 6정이 합병해 단바시가 탄생함으로써 소멸하였다. 

## 지리
단바국에 속했으며, 하리마국 다지마국과 접했다. 

## 역사
- 1955년 4월 1일 -  사지정, 아시다촌, 지라쿠촌, 도자카촌이 합병해 성립하였다.
- 2004년 11월 1일 - 기이바라정, 산난정, 가스가정, 히카미정, 이치지마정이 합병해 단바시가 성립하였다. 동일 아오가키정은 폐지되었다.

## 교통

### 철도
- 서일본 여객철도
  - 후쿠치야마 선
  - 가코가와 선

### 도로
- 기타킨키-도요오카 자동차도(일본어판)
- 국도 제427호선 (일본)(일본어판)
- 국도 제429호선 (일본)(일본어판)
- 국도 제483호선 (일본)(일본어판)